# Ucieczka z piekła
Ucieczka z piekła (ang. Sin Nombre) – amerykańsko-meksykański film przygodowy z gatunku thriller z 2009 roku oparty na scenariuszu i reżyserii Cary Joji Fukunagi. Wyprodukowany przez amerykańskie studio Focus Features.
Premiera filmu miała miejsce 18 stycznia 2009 roku podczas Festiwalu Filmowego w Sundance. Dwa miesiące później premiera filmu odbyła się 20 marca 2009 roku w Stanach Zjednoczonych oraz 15 maja w Meksyku.

## Fabuła
Film opowiada historię Willy’ego „El Caspra” (Edgar Flores), członka najgroźniejszego w Ameryce Południowej salwadorskiego gangu Mara Salvatrucha. Kiedy przekracza przez granicę staje się wrogiem i rozpoczyna ucieczkę przed nieuniknioną zemstą. W czasie peregrynacji przez Amerykę Łacińską poznaje nastoletnią Sayrę (Paulina Gaitán), która za namową ojca wyrusza w niesamowitą podróż. Drogi dwojga młodych ludzi splatają się.

## Obsada
- Edgar Flores jako Willy („El Casper”)
- Kristyan Ferrer jako Benito („El Smiley”)
- Paulina Gaitán jako Sayra
- Ténoch Huerta jako Lil Mago
- Diana García jako Martha Marlene
- Héctor Jiménez jako Wounded Man / Leche[2]
- Gerardo Taracena jako Horacio
- Luis Fernando Peña jako El Sol

i inni